# Destin Daniel Cretton
Destin Daniel Cretton, född 23 november 1978 i Haiku i Hawaii, är en amerikansk filmregissör och manusförfattare. Han är känd för att ha regisserat dramafilmerna Short Term 12 (2013), The Glass Castle (2017), Just Mercy (2019) och även Marvel Studios-filmen Shang-Chi and the Legend of the Ten Rings (2021).
I juli 2022 bekräftades Cretton som regissör av Avengers: The Kang Dynasty för Marvel Studios. I november 2023 lämnade Cretton projektet för att fokusera på andra Marvel-projekt, som en Shang-Chi-uppföljare och Wonder Man.
I februari 2024 avslöjades det att Cretton skulle regissera och medverka i manusskrivandet och produktionen av filmen Naruto, baserad på mangaserien med samma namn, för Lionsgate. I september samma år tillkännagavs det att Cretton skulle regissera uppföljaren till Spider-Man: No Way Home för Sony Pictures och Marvel Studios.

## Filmografi
| 2012      | I Am Not a Hipster                        | Ja  | Ja  | Nej |  |
| 2013      | Short Term 12                             | Ja  | Ja  | Nej |  |
| 2017      | The Glass Castle                          | Ja  | Ja  | Nej |  |
| 2017      | The Shack                                 | Nej | Ja  | Nej |  |
| 2019      | Just Mercy                                | Ja  | Ja  | Nej |  |
| 2021      | Shang-Chi and the Legend of the Ten Rings | Ja  | Ja  | Nej |  |
| 2022–2024 | Tokyo Vice                                | Nej | Nej | Ja  |  |
| 2023      | American Born Chinese                     | Ja  | Nej | Ja  |  |
| 2025      | Wonder Man                                | Ja  | Nej | Ja  |  |
| 2026      | Spider-Man: Brand New Day                 | Ja  | Nej | Nej |  |